# Shalva Amiranashvili

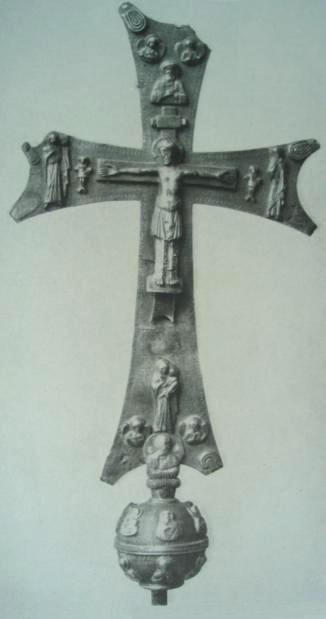
David III, Cruz. Georgia

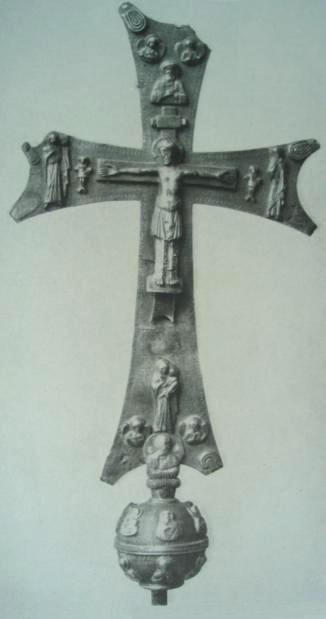
David III crossDavid III cross

Shalva Amiranashvili (26 de março de 1899 - 9 de fevereiro de 1975) foi um historiador de arte da Geórgia, um dos primeiros a se engajar no tratamento acadêmico sistemático da arte georgiana. Seu nome foi dado postumamente, em 1991, ao Museu de Arte da Geórgia, que ele dirigiu por 36 anos, de 1939 a 1975.

## Biografia
Amiranashvili nasceu na pequena cidade montanhosa de Oni, na Geórgia (então parte da província de Kutais, Império Russo), na família de um professor local. Ele estava entre os primeiros graduados da recém-fundada Universidade Estadual de Tbilisi (TSU) em 1922. Depois de passar dois anos em Moscou e Leningrado, onde se especializou em artes russas e bizantinas, Amiranashvili lecionou na TSU e na Academia Estadual de Artes de Tbilisi. Ele foi encarregado do Departamento de História e Teoria das Artes do TSU em 1925 e obteve um diploma de professor em 1936. De 1939 a 1975, ele foi diretor do Museu de Arte da Geórgia. Em 1945, ele foi enviado pelo governo soviético a Paris para supervisionar o repatriamento das antiguidades georgianas levadas para a França após a invasão soviética da Geórgia em 1921.
Shalva Amiranashvili publicou mais de 100 títulos sobre uma ampla gama de tópicos da história das artes georgianas. Suas monografias mais conhecidas lidam com peças de artes visuais da Geórgia medieval, como miniaturas manuscritas iluminadas, cloisonne e afrescos. Sua magnum opus é "A History of the Georgian Art", uma volumosa pesquisa sobre arte georgiana, publicada pela primeira vez em georgiano (1950) e russo (1963).
Amiranashvili foi eleito membro correspondente da Academia Soviética de Ciências em 1943, membro da Academia Georgiana de Ciências em 1955 e membro do Comitê Nacional de Museus Soviéticos e do Conselho Internacional de Museus em 1957. Ele foi nomeado como Cientista Honorário da Geórgia em 1959. Além disso, foi eleito deputado pelas 6ª e 7ª Convocações do Soviete Supremo da RSS da Geórgia na década de 1960. Foi condecorado pelo Estado em várias ocasiões, inclusive com a Ordem de Lenin. Amiranashvili morreu em 1975 e foi enterrado no Panteão Didube em Tbilisi.